# Jean-Victor Makengo
Jean-Victor Makengo, né le 12 juin 1998 à Étampes en France, est un footballeur français qui évolue au poste de milieu relayeur au FC Lorient Il possède également la nationalité congolaise.

## Biographie

### Débuts et formation

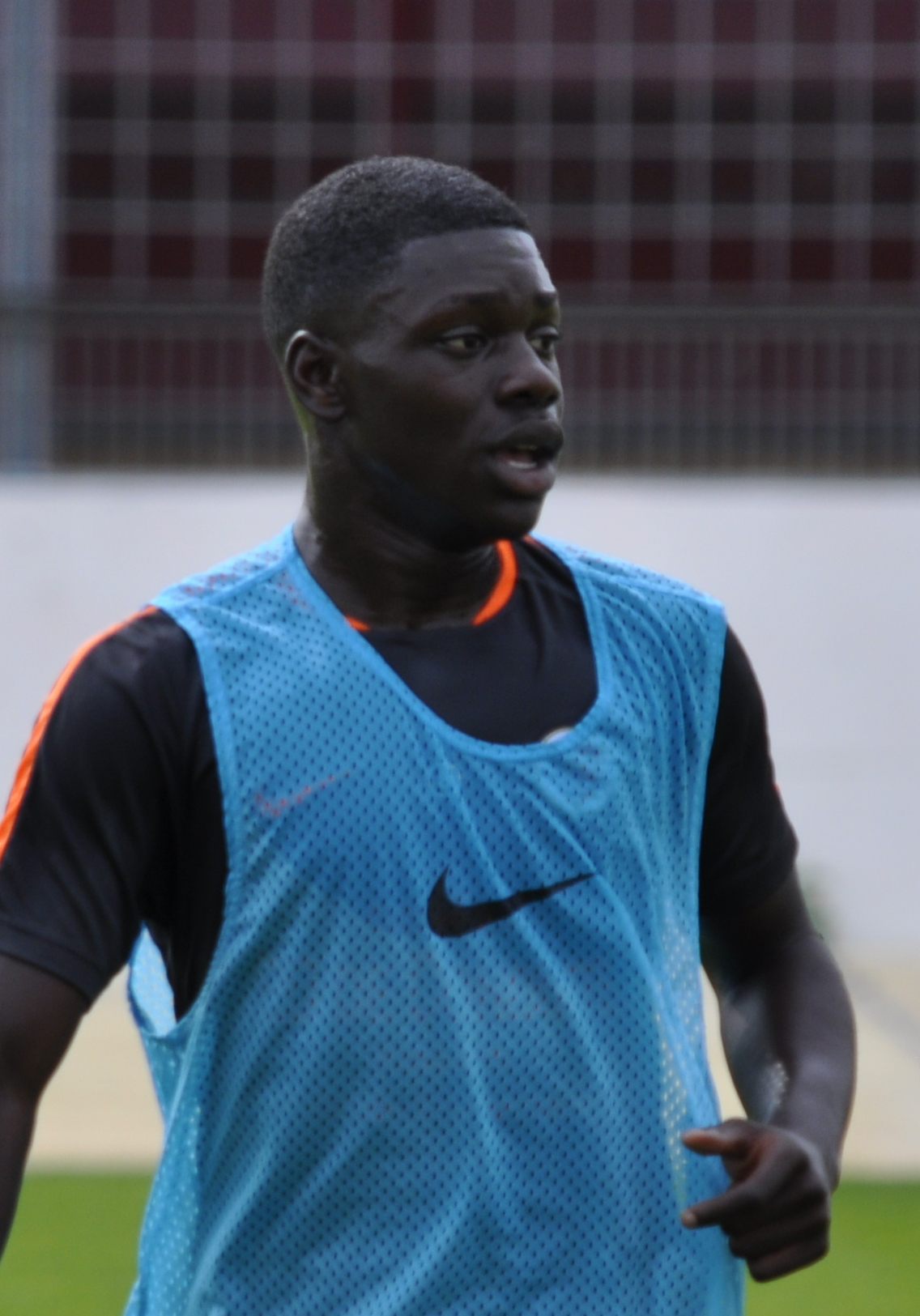
Makengo lors de son premier entrainement professionnel.

Né à Étampes dans l'Essonne d'une famille de footballeurs, son frère ainé Giovanni au niveau amateur, Chris ayant été formé à l'AJ Auxerre et sa sœur Anaïs étant une joueuse professionnelle à Issy-les-Moulineaux en D1 féminine. Après cinq années passés au Étampes FC, il joue dans deux clubs de son département, le SC Malesherbes et le Linas-Montlhéry ESA, puis est repéré par le Stade Malherbe de Caen qui l'intègre à son centre de formation.
Milieu puissant qualifié de box-to-box et très souvent comparé à N'Golo Kanté, ancien joueur de Caen, par son entraîneur, il est régulièrement surclassé allant jusqu'à intégrer l'équipe réserve à l'âge de 16 ans et devient un titulaire inamovible sous les ordres de Grégory Proment.

### Premier contrat professionnel au SM Caen (2015-2017)

#### Saison 2015-2016
Très courtisé par de nombreux cadors européens (Manchester United et Manchester City notamment), il signe son premier contrat professionnel avec le Stade Malherbe de Caen à 17 ans pour une durée de trois ans. Il fait ses débuts professionnels en remplaçant Jonathan Delaplace lors de la 15e journée de Ligue 1 le 29 novembre 2015 à Bordeaux. Il bénéficie ensuite de la perte de vitesse des Normands, deuxième après 15 journées avant d’enchaîner 6 matchs sans victoire, en reléguant ce même Delaplace sur le banc, honorant la première titularisation de sa carrière en Ligue 1 à 17 ans lors de la réception de l'OM. S'il ne suffit pas à renverser la tendance (défaite 1-3), ses supporters l'élisent MVP, côté caennais, du match. Statistiquement, il se distingue notamment par un taux de passes réussies (95%) nettement supérieur à ses coéquipiers pour la plupart sous les 70%. La blessure à la gaine du tendon de Delaplace lui permet ainsi d'enchaîner 5 titularisations entre la 21e et la 26e journée, pour un bilan mitigé de deux victoires et trois défaites dont une difficile à domicile face à Reims qui lui fut fatale. À la suite de celle-ci, Garande opte pour un 4-4-2 lors de la réception de Rennes, synonyme de victoire 1-0, avant d'opter pour un système à cinq en défense orienté autour de deux milieux de terrains centraux, portant ses fruits à Saint-Étienne (victoire 1-2) et Monaco (nul 2-2). Un revirement qui se fait sans lui, voyant même Leborgne et Diomandé lui être préféré sur le dernier tiers de la saison pour pallier les méformes des indéboulonnables Féret, Seube et Delaplace.
Lors de ce premier exercice avec l'équipe première, il participe à 10 rencontres de championnat, débutant 5 rencontres titulaire.

#### Saison 2016-2017
Le 26 octobre 2016, son aventure avec les professionnels semble prendre son envol. Titulaire lors des seizièmes de finale de la Coupe de la Ligue au sein d'une équipe B, Makengo tente de secouer ses troupes d'un joli mais insuffisant doublé, le SMC s'inclinant 4-2 à Marcel-Picot. Si l'aventure en coupe se clôt, elle lance sa saison en Ligue 1. Trois jours plus tard, il est aligné pour son premier match de la saison en championnat, une nouvelle fois à Nancy, pour une nouvelle défaite, 2-0. La semaine suivante, il se distingue face à l'OGC Nice qui vient s'incliner 1-0 à d'Ornano. Le jeune international y met en avant son abattage, sa puissance et sa capacité à conserver ou ressortir proprement le ballon. Il connait une troisième titularisation consécutive au Vélodrome, acteur d'un match où aucune frappe cadrée n'est à signaler à la 72e minute de jeu, quand il est sorti pour le vétéran Steed Malbranque. Il vit ainsi du banc le premier succès, laborieux, de Rudi Garcia à l'OM, offert par Rolando. 
Le SMC connaissant une saison pénible, luttant pour son maintien, la situation n'incite guère à lancer des jeunes à des postes clés, l'organisation tactique de Patrice Garande offrant, de plus, peu de place numériquement aux milieux de terrain. Utilisant une défense à cinq, l'entraîneur normand peut opter pour un 5-3-2, lui permettant d'intégrer un récupérateur (Nicolas Seube, Ismaël Diomandé ou Makengo) aux côtés des tauliers Jonathan Delaplace et Julien Féret, système défensif utilisé face aux « gros » du championnat ou à l'extérieur qui, dans une configuration plus joueuse, peut basculer en 5-2-3 ou 5-4-1 avec l'apparition d'un autre jeune formé au club, Yann Karamoh, qui vient épauler les deux piliers de l'attaque, Ronny Rodelin et Ivan Santini. C'est le cas le 26 novembre pour la réception de Guingamp où Makengo prend place sur le banc pour cette rencontre décisive, le SMC n'ayant qu'un point d'avance sur le premier barragiste. La semaine qui suit, à l'extérieur à Lille, Garande présente son 5-3-2 qui ne l'empêche pas de prendre l'eau. Un revers cinglant, 4-2, qui sonne l'avènement du « 5-2-3 », conforté par un nul à Dijon et une précieuse victoire à Metz. La conséquence de ce choix tactique se ressent directement sur le temps de jeu de Makengo, quatrième choix, pour deux places dans l'entre-jeu, derrière Féret, Delaplace et Seube.
Le 11 février 2017, il est relancé à la suite de la blessure de Rodelin pour un déplacement à Dijon, disputé sous la neige (défaite 2-0). Sa performance convainc néanmoins Garande de l'associer à Féret le week-end suivant pour la réception de Lille. Titulaire dans le onze de départ, il est touché derrière la cuisse et doit laisser sa place dès la 36e minute à Delaplace. Rétabli en mars, ce sont les pépins physiques de ses coéquipiers (Seube, Frédéric Guilbert, Malbranque, Alaeddine Yahia, Jordan Adéoti, Damien Da Silva) qui lui permettent de ré-enchaîner quelques titularisations consécutives (trois) et de participer au rush final vers le maintien. Il boucle cet exercice 2016-2017 avec 17 apparitions en championnat, dont 9 titularisations.
Celui-ci aurait dû être récompensé par une première sélection avec l'équipe de France Espoirs. Retenu par le nouveau sélectionneur Sylvain Ripoll, une blessure le prive des matchs amicaux face à l'Albanie et le Cameroun. Précoce, comme son coéquipier Karamoh lui aussi retenu, ils auraient été quatre de la génération 98 (Kelvin Amian, Jonathan Ikoné, sans compter Malang Sarr, né en 1999) quand la majorité de la sélection est issue de 1996.

### OGC Nice (2017-2019)
Dès l'ouverture du mercato d'été 2017, le 9 juin, il rejoint l'OGC Nice en compagnie d'Adrien Tameze. Il dispute son premier match sous ses nouvelles couleurs dès la première journée de championnat, à Saint-Etienne (défaite 1-0), remplaçant Rémi Walter à la 74e minute de jeu. Il peine à s'imposer durant la première moitié de saison, n'étant que très rarement retenu. Le mois de décembre lui est plus favorable, Makengo étant retenu cinq fois dans le groupe niçois pour deux titularisations (dont une en Ligue Europa contre le Vitesse Arnhem) et 172 minutes de jeu. Il termine sa première saison niçoise avec seulement 7 apparitions toutes compétitions confondues.

### Prêt au Toulouse FC (2019-2020)
Le 25 juin 2019, il est prêté pour une saison au Toulouse FC avec option d'achat. Il dispute son premier match avec les Violets lors d'une rencontre à l'extérieur contre le Stade brestois. Il marque son premier but dès le match suivant à domicile contre le Dijon FCO sur une passe décisive de son coéquipier Efthýmis Kouloúris. Il récidive 2 matchs plus tard, toujours à domicile, cette fois contre l'Amiens SC, d’une jolie frappe lointaine toute en puissance.

### Udinese (2020-2023)
Le 5 octobre 2020, Jean-Victor Makengo signe un contrat de cinq ans à l'Udinese et le transfert est estimé à 3.5 millions d'euros.

### En sélection
Régulièrement appelé dans les équipes de jeunes, il joue en équipe de France des moins de 16 ans (7 sélections d'avril à juin 2014, un but marqué) puis des moins de 17 ans (15 sélections de septembre 2014 à mai 2015). 
Il participe au Championnat d'Europe de football des moins de 17 ans 2015. Titulaire indiscutable au milieu de terrain et auteur d'excellentes prestations qui lui valent de se faire remarquer par les clubs européens, il remporte la compétition.
À la suite de la blessure d'Alexis Blin, Makengo est appelé en Equipe de France espoirs à 18 ans seulement le 20 mai 2017, mais ne peut honorer sa convocation, étant blessé. Le 23 mai 2017 Olivier Ntcham est appelé pour remplacer Jean-Victor Makengo et ne quittera plus les sélections de jeunes. Il faut noter qu'Olivier est 2 ans plus âgé que Jean-Victor, et que ce dernier reste sélectionnable pour le Championnat d'Europe de football espoirs 2021.
À l'avenir, Jean-Victor Makengo est aussi bien sélectionnable pour l'équipe de France que de la République démocratique du Congo, où son père a été footballeur amateur.

## Statistiques
| Saison                | Club                  | Championnat           | Championnat | Championnat | Championnat | Coupe nationale | Coupe nationale | Coupe nationale | Coupe de la Ligue | Coupe de la Ligue | Coupe de la Ligue | Compétition(s) continentale(s) | Compétition(s) continentale(s) | Compétition(s) continentale(s) | Compétition(s) continentale(s) | Total | Total | Total |
| Saison                | Club                  | Division              | M.          | B.          | P.d.        | M.              | B.              | P.d.            | M.                | B.                | P.d.              | Comp.                          | M.                             | B.                             | P.d.                           | M.    | B.    | P.d.  |
| 2015-2016             | SM Caen               | Ligue 1               | 10          | 0           | 0           | 1               | 0               | 0               | -                 | -                 | -                 | -                              | -                              | -                              | -                              | 11    | 0     | 0     |
| 2016-2017             | SM Caen               | Ligue 1               | 17          | 0           | 0           | 2               | 0               | 0               | 1                 | 2                 | 0                 | -                              | -                              | -                              | -                              | 20    | 2     | 0     |
| Sous-total            | Sous-total            | Sous-total            | 27          | 0           | 0           | 3               | 0               | 0               | 1                 | 2                 | 0                 | -                              | -                              | -                              | -                              | 31    | 2     | 0     |
| 2017-2018             | OGC Nice              | Ligue 1               | 5           | 0           | 0           | -               | -               | -               | 1                 | 0                 | 0                 | C1+C3                          | 0+2                            | 0+0                            | 0+0                            | 8     | 0     | 0     |
| 2018-2019             | OGC Nice              | Ligue 1               | 25          | 1           | 0           | 1               | 0               | 0               | 1                 | 0                 | 0                 | -                              | -                              | -                              | -                              | 27    | 1     | 0     |
| Sous-total            | Sous-total            | Sous-total            | 30          | 1           | 0           | 1               | 0               | 0               | 2                 | 0                 | 0                 | -                              | 2                              | 0                              | 0                              | 35    | 1     | 0     |
| 2019-2020             | Toulouse FC (prêt)    | Ligue 1               | 19          | 2           | 0           | 1               | 0               | 0               | 2                 | 0                 | 1                 | -                              | -                              | -                              | -                              | 22    | 2     | 1     |
| 2020-2021             | Udinese Calcio        | Serie A               | 17          | 0           | 0           | 2               | 0               | 0               | -                 | -                 | -                 | -                              | -                              | -                              | -                              | 19    | 0     | 0     |
| 2021-2022             | Udinese Calcio        | Serie A               | 33          | 1           | 3           | 3               | 0               | 0               | -                 | -                 | -                 | -                              | -                              | -                              | -                              | 36    | 1     | 3     |
| 2022-2023             | Udinese Calcio        | Serie A               | 16          | 0           | 1           | 1               | 0               | 0               | -                 | -                 | -                 | -                              | -                              | -                              | -                              | 17    | 0     | 1     |
| Sous-total            | Sous-total            | Sous-total            | 66          | 1           | 4           | 6               | 0               | 0               | -                 | -                 | -                 | -                              | -                              | -                              | -                              | 72    | 1     | 4     |
| 2022-2023             | FC Lorient            | Ligue 1               | 15          | 0           | 0           | 1               | 0               | 0               | -                 | -                 | -                 | -                              | -                              | -                              | -                              | 16    | 0     | 0     |
| 2023-2024             | FC Lorient            | Ligue 1               | 11          | 0           | 0           | 1               | 0               | 0               | -                 | -                 | -                 | -                              | -                              | -                              | -                              | 12    | 0     | 0     |
| 2024-2025             | FC Lorient            | Ligue 2               | 18          | 1           | 1           | 2               | 0               | 0               | -                 | -                 | -                 | -                              | -                              | -                              | -                              | 20    | 1     | 1     |
| Sous-total            | Sous-total            | Sous-total            | 44          | 1           | 1           | 4               | 0               | 0               | -                 | -                 | -                 | -                              | -                              | -                              | -                              | 48    | 1     | 1     |
| Total sur la carrière | Total sur la carrière | Total sur la carrière | 186         | 5           | 5           | 15              | 0               | 0               | 5                 | 2                 | 1                 | -                              | 2                              | 0                              | 0                              | 208   | 7     | 6     |

## Palmarès

### En club
Il est champion de Ligue 2 en 2025 avec le FC Lorient.

### En sélection
Lors de l'été 2015, il remporte le championnat d'Europe U17 avec l'équipe de France puis remporte le tournoi international de Lafarge Foot Avenir avec l'équipe de France U18 en septembre 2015. 